# George Nicula
George Nicula (n. 1875, Gothatea, județul Hunedoara – d. 1962) a fost un deputat în Marea Adunare Națională de la Alba Iulia , organismul legislativ reprezentativ al „tuturor românilor din Transilvania, Banat și Țara Ungurească”, cel care a adoptat hotărârea privind Unirea Transilvaniei cu România, la 1 decembrie 1918 :p. 215.

## Biografie
A făcut școala primară. A decedat în anul 1962 :p. 215.

## Activitatea politică

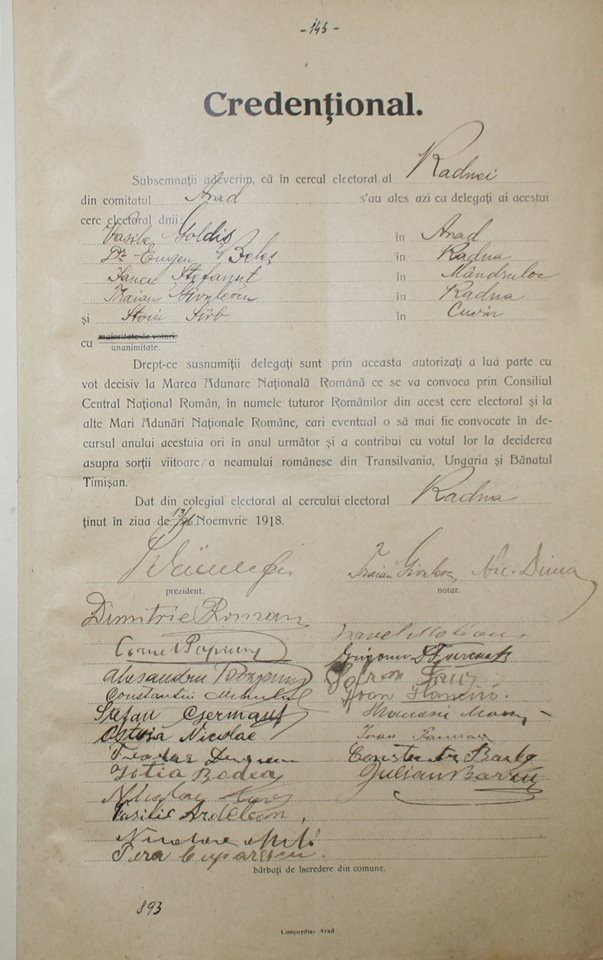
Credențional

Ca deputat în Adunarea Națională din 1 decembrie 1918 a fost delegat al Cercului electoral Dobra :p. 215.	